# USS Valley Forge (CV-45)
USS Valley Forge (CV-45) byla letadlová loď Námořnictva Spojených států, která působila ve službě v letech 1946–1970. Jednalo se o 23. postavenou jednotku třídy Essex (třináctou ve verzi s dlouhým trupem). 
Její stavba byla zahájena 14. září 1943 v loděnici Philadelphia Naval Shipyard ve Filadelfii. K jejímu spuštění na vodu došlo 8. července 1945, do služby byla zařazena 3. listopadu 1946. V roce 1952 byla překlasifikována na útočnou letadlovou loď CVA-45, roku 1954 byla upravena a překlasifikována na protiponorkovou letadlovou loď CVS-45. V roce 1961 došlo k její přestavbě na vrtulníkovou výsadkovou loď s označením LPH-8. Vyřazena byla 15. ledna 1970 a v roce 1971 byla prodána do šrotu. Během své služby se jako letadlová loď zúčastnila korejské války, jako vrtulníková výsadková loď sloužila také ve vietnamské válce.